# Туристичні ресурси
Туристичні ресурси — сукупність природно-кліматичних, оздоровчих, історико-культурних, пізнавальних та соціально-побутових ресурсів відповідної території, які задовольняють різноманітні потреби туриста;
Туристичними ресурсами України є пропоновані або такі, що можуть пропонуватися, туристичні пропозиції на основі та з використанням об'єктів державної, комунальної чи приватної власності.

## Поняття про туристичні ресурси
Туристична діяльність, як головна форма рекреації, належить до видів суспільної практики з яскраво вираженою ресурсною орієнтацією. Морські узбережжя із комфортними погодно-кліматичними умовами, гірські та приозерні ландшафти, мінеральні та термальні води, лікувальні грязі, пам'ятки історії та культури стали тим підґрунтям, на якому здавна базується активний відпочинок людини і сформувалася потужна галузь нематеріального виробництва — індустрія туризму.
Вивченням проблем розвитку індустрії туризму займається ряд наукових галузей і навчальних дисциплін: географія, економіка, історія, соціологія, психологія тощо. Серед них чільне місце займають «Туристичні ресурси світу» — синтетична навчальна дисципліна географічного циклу, яка використовує інформацію із різних галузей знань і поєднує елементи географії й історії туризму, ресурсознавства, країнознавства, культурології, геополітики, фізичної та суспільної географії тощо.
Вивчення «Туристичних ресурсів світу» має чітку практичну спрямованість: знання про ресурсну забезпеченість дозволяють не лише мати уявлення про специфіку туристичного продукту країн і регіонів, а і створювати масові й ексклюзивні тури, опираючись на існуючі матеріальні і нематеріальні ресурси, дають можливість орієнтуватися у багатстві пропозицій при організації власного відпочинку.
Об'єктом вивчення навчальної дисципліни «Туристичні ресурси світу» є ресурсно-туристичний потенціал, а предметом — туристичні ресурси регіонів і країн світу.
До туристичних ресурсів можна віднести все, що може бути використано для задоволення потреб туристів. Це можуть бути об'єкти та явища природного й антропогенного походження, що використовуються для відновлення життєвих сил людини та задоволення її соціальних потреб і впливають на територіальну організацію туристичної діяльності, формування територіальних туристичних комплексів, їх спеціалізацію та економічну ефективність.
Туристичні ресурси — сукупність природних і соціально-культурних комплексів та їх елементів, що сприяють задоволенню фізіологічних та соціальних потреб людини, відновленню її працездатності і які при сучасній та перспективній структурі рекреаційних потреб і техніко-економічних можливостях, використовуються для прямого й опосередкованого споживання та виробництва туристичного продукту.
У структурі туристичних ресурсів виділяють кілька складових: природну, соціально-культурну або суспільну, технологічну і подієву, які, у свою чергу, розділяються на ряд компонентів, що мають свою будову. Природні та суспільні ресурси формують групу «матеріальні туристичні ресурси», подієві і більшість технологічних (інформаційні, рекламні та інноваційні) об'єднуються у групу «нематеріальні туристичні ресурси».
Природні, суспільні і подієві туристичні ресурси — основа виникнення окремих видів туризму. Наприклад, природні ресурси стали підґрунтям для розвитку лікувально-оздоровчого, екологічного, спортивного, екстремального і багатьох інших видів туризму та відпочинку: подієві — для фестивального, ділового, фан-туризму та ін., суспільні — для релігійного, археологічного, пізнавального туризму тощо. Технологічні ресурси мають дещо інше призначення. Вони сприяють інтенсифікації туристичних процесів, формують механізми реалізації туристичного продукту, створюють передумови для трансформації природних і суспільно-історичних комплексів у ранг ресурсів. У більшості випадків спостерігається комплексний вплив ресурсів різного генезису на туристичний процес.
При залученні природних, суспільних і подієвих ресурсів до використання у туристично-рекреаційній діяльності спрацьовує закон «найвищого ґатунку» або «абсолютних переваг», при якому перехід природних і суспільно-історичних комплексів, явищ та подій у розряд рекреаційно-туристичних ресурсів відбувається за такою схемою:
- природні, суспільно-історичні комплекси та події існують як природні й антропогенні утворення, прояви суспільного життя, які, через відсутність попиту, не мають характеру туристичних ресурсів (наприклад: природний пляж як геоморфологічний елемент морського берега, монастир як елемент сакральної системи, спортивні змагання як складова фізичної культури);
- виникнення рекреаційно-туристичного попиту вимагає вивчення можливостей використання й оцінки природних, суспільно-історичних комплексів та подій (у нашому прикладі природний пляж оцінюється з точки зору якості пляжно-купального відпочинку, монастир — як загальнокультурна і духовна цінність, спортивне змагання — з позиції якості видовища та його привабливості);

- у силу дії суспільних потреб і вкладання капіталу, до використання в рекреаційно-туристичній діяльності залучаються найвищі за ґатунком (абсолютно переважаючі) природні, суспільно-історичні комплекси та події, які стають ресурсами (пляж перетворюється на природний об'єкт, який задовольняє потребу в активному відпочинку, прийомі сонячних ванн на морському узбережжі, монастир стає місцем паломництва й екскурсійного відвідування, спортивне змагання — місцем реалізації окремих соціальних потреб; при цьому, насамперед, залучаються об'єкти та явища із найкращим співвідношення якості, видовищності, близькості до споживача і транспортної доступності);
- збільшення обсягів рекреаційно-туристичного попиту призводить до переходу гірших за якістю та властивостями подій, природних і соціально-культурних комплексів у клас ресурсів; покращується якість природних і створюються штучні пляжі, підводяться дороги і реставруються занедбані монастирі, організовуються екскурсійні тури до важкодоступних святинь, організовується більша кількість спортивних змагань меншого масштабу.

Найбільш важливими кількісними та якісними характеристиками туристичних ресурсів є:
- обсяг запасів (дебіт джерел мінеральних вод, екскурсійний потенціал туристичних центрів і маршрутів), необхідний для визначення потенційної ємності туристичних комплексів, рівня освоєння, оптимізації техногенного й антропогенного навантаження;
- площа поширення (розміри водоносних горизонтів, пляжів, лісів, площа територій зі стійким сніговим покривом), яка дозволяє визначити потенційні рекреаційні угіддя, встановити межі санітарної охорони;
- період можливої експлуатації (тривалість сприятливого погодно-кліматичного періоду, купального чи лижного сезону), який визначає сезонність рекреаційних процесів і ритмічність туристичних потоків;
- територіальна зосередженість у місцях виникнення чи поширен-ня, яка обумовлює тяжіння туристичної інфраструктури і туристичних потоків до місць їх концентрації;
- порівняно низька капіталомісткість і невисока вартість експлуатаційних затрат, що дозволяє досить швидко створювати інфраструктуру й отримувати соціальний та економічний ефект, а також самостійно використовувати окремі види ресурсів;
- багаторазовість використання при дотриманні норм раціонального природокористування і проведення заходів із рекультивації та благоустрою;
- універсальність, яка дозволяє використовувати один і той же ресурс для організації різних видів рекреаційно-туристичної діяльності;
- масовість, унікальність, інформативність і доступність, від яких залежить потужність туристичних потоків і можливість створення інфраструктури;
- соціальність
- незалежно від походження і використання, туристичні ресурси характеризуються «цільовим призначенням»
- покращання соціальних параметрів у суспільстві.

У географії рекреації і туризму склалися кілька основних підходів до оцінювання туристичних ресурсів:
- психолого-естетична оцінка, коли аналізується характер емоційної дії природного чи культурного середовища на туристів, оцінюється атрактивність (привабливість) природних і культурно-історичних об'єктів і можливість прояву «синдрому Стендаля»;
- технологічна оцінка, яка дозволяє визначати придатність ресурсів для організації певних видів туризму на даному етапі розвитку продуктивних сил, оцінити можливість формування туристичних комплексів і визначити обсяг потенційних затрат;
- рентна або грошова оцінка, яка дозволяє визначати економічну ефективність використання природних ресурсів у туризмі у межах певних територій, регіонів, країн і порівнювати її з іншими формами господарського використання;
- медико-біологічна або фізіологічна оцінка, при якій з'ясовується ступінь комфортності природного середовища для організації певних видів рекреаційно-туристичної діяльності й оцінюється ймовірність проявів метеотропних реакцій2 організму людини і розвитку метеопатії3;
- кадастрова оцінка, яка проводиться офіційними установами і містить систематизовані зведені відомості про території, призначені для організації туристичної діяльності, відпочинку і відновлення здоров'я людини. Кадастрова інформація доповнюється й іншими характеристиками, такими як оцінка ступенів складності маршрутів та їх доступністю для різних груп туристів, віддаленістю від головних промислових, транспортних, культурних центрів тощо;
- бальна оцінка, яка застосовується у тих випадках, коли будь-яке явище чи ресурс не піддається точному виміру, але є потреба хоча б у приблизному його оцінюванні, а також тоді, коли немає потреби в точному вимірі явища.

Туристичні ресурси — категорія історична, змінна в часі, оскільки переінакшення структури й обсягу рекреаційних потреб суспільства призводить до залучення в рекреаційну і туристичну діяльність нових елементів природного і соціально-антропогенного характеру.
Проблемі вивчення туристичних ресурсів присвячені праці багатьох вчених-географів, економістів, маркетологів. В Україні найбільш глибоко даною проблематикою займається доктор географічних наук, професор кафедри країнознавства і туризму географічного факультету Київського національного університету імені Тараса Шевченка О. О. Бейдик. Його перу належать ґрунтовні наукові роботи, у тому числі монографія «Рекреаційно-туристські ресурси України: Методологія та методика аналізу, термінологія, районування». Помітний внесок у розробку ресурсної тематики у туризмі належить доктору географічних наук, професору О. О. Любіцевій. Аналізу та характеристиці туристичних ресурсів світу, країн, України та її окремих регіонів присвячені праці М. П. Мальської, В. І. Стафійчука, О. Ю. Малиновської, В. Ф. Сірик, М. П. Крачила, Н. В. Фоменко, Н. О. Кравченко, В. І. Новикової, І. М. Філоненко і багатьох інших вчених із різних вишів і науково-дослідних установ.
Серед зарубіжних туризмознавців ресурсно-туристичною тематикою займалися і продовжують займатися Д. Надсон, К. Холл, Л. Мітчел (США), В. О. Квартальнов, В. Ю. Воскресенський, П. Г. Царфіс, Д. В. Ніколаєнко (Росія), А. Ковальчик, М. Козак (Польща) та велика кількість представників наукових шкіл із різних кран світу.